# Правительство Ивановской области
Правительство Ивановской области — высший орган исполнительной власти в Ивановской области.

## Полномочия
Согласно ст. 60 Устава Ивановской области, правительство:
- разрабатывает и осуществляет меры по обеспечению комплексного социально-экономического развития Ивановской области, участвует в проведении единой государственной политики в области финансов, науки, образования, здравоохранения, культуры, физической культуры и спорта, социального обеспечения и экологии.
- принимает меры по реализации, обеспечению и защите прав и свобод человека и гражданина, охране собственности и общественного порядка, противодействию терроризму и экстремизму, борьбе с преступностью;
- разрабатывает для представления Губернатором Ивановской области в Ивановскую областную Думу проект областного бюджета, утверждает стратегию социально-экономического развития Ивановской области;
- обеспечивает исполнение областного бюджета и готовит отчет об исполнении областного бюджета, ежегодный отчет о результатах своей деятельности для представления их Губернатором Ивановской области в Ивановскую областную Думу;
- управляет и распоряжается собственностью Ивановской области в соответствии с законами Ивановской области, а также управляет федеральной собственностью, переданной в управление Ивановской области в соответствии с федеральными законами и иными нормативными правовыми актами Российской Федерации;
- вправе предложить органу местного самоуправления, выборному или иному должностному лицу местного самоуправления привести в соответствие с законодательством изданные ими правовые акты в случае, если указанные акты противоречат Конституции Российской Федерации, федеральным конституционным законам, другим федеральным законам и иным нормативным правовым актам Российской Федерации, настоящему Уставу, законам и иным нормативным правовым актам Ивановской области, а также вправе обратиться в суд;
- формирует органы исполнительной власти Ивановской области;
- осуществляет иные полномочия, установленные федеральными законами, настоящим Уставом, законами Ивановской области, постановлениями Правительства Российской Федерации, а также соглашениями с федеральными органами исполнительной власти.

## Состав[1]
- Воскресенский Станислав Сергеевич — Губернатор Ивановской области;
- Дмитриева Людмила Владиславовна — первый заместитель Председателя Правительства Ивановской области;
- Васильева Юлия Владимировна — заместитель Председателя Правительства Ивановской области, руководитель Комплекса экономического развития Ивановской области;
- Зобнин Сергей Витальевич — заместитель Председателя Правительства Ивановской области, руководитель Комплекса развития инфраструктуры Ивановской области;
- Чесноков Сергей Валентинович — заместитель Председателя Правительства Ивановской области, руководитель Комплекса строительства Ивановской области;
- Нестеров Евгений Леонидович — заместитель Председателя Правительства Ивановской области;
- Хасбулатова Ольга Анатольевна — заместитель Председателя Правительства Ивановской области, руководитель аппарата Правительства Ивановской области;
- Шаботинский Александр Леонидович — заместитель Председателя Правительства Ивановской области, руководитель Комплекса жилищно-коммунального хозяйства и энергетики Ивановской области;
- Эрмиш Ирина Геннадьевна — заместитель Председателя Правительства Ивановской области, руководитель Комплекса социальной сферы Ивановской области;
- Яковлева Любовь Васильевна — заместитель Председателя Правительства Ивановской области - директор Департамента финансов Ивановской области;
- Бадак Людмила Сергеевна — член Правительства Ивановской области - директор Департамента экономического развития и торговли Ивановской области;
- Фокин Артур Мерабович — член Правительства Ивановской области - директор Департамента здравоохранения Ивановской области;
- Трофимова Наталья Владимировна — член Правительства Ивановской области - директор Департамента культуры и туризма Ивановской области;
- Черкесов Денис Леонидович — член Правительства Ивановской области - директор Департамента сельского хозяйства и продовольствия Ивановской области.

## Представители вСовете ФедерацииФедерального Собрания
1. Гусев Владимир Кузьмич — полномочия признаны 25 января 2001 г. — прекращены досрочно 28 апреля 2010 г.
2. Яблоков Юрий Сергеевич — полномочия признаны 23 июня 2010 г. — истекли 29 марта 2011 г.
3. Васильев Валерий Николаевич — полномочия признаны 29 марта 2011 г. — подтверждены 10 октября 2018 г.[2]